# بانیویل (کنتاکی)
بانیویل (به انگلیسی: Bonnieville) شهری در ایالت کنتاکی کشور ایالات متحده آمریکا است که جمعیت آن در سرشماری سال ۲۰۱۰ میلادی، ۲۵۵ نفر بوده‌است.